# Ígor Plotnitski
Ígor Venedíktovitx Plotnitski (en rus: Игорь Венедиктович Плотницкий, en ucraïnès: Ігор Венедиктович Плотницький) (Kelmentsi o Luhansk, 25 de juny del 1964) és un militar i polític independentista de Luhansk, president de la República Popular de Luhansk entre 2014 i 2017.

## Biografia
Nascut el 15 de juny del 1964, fill de Veniamin Plotnitski i Nina Plotnitski, segons unes fonts a Kelmentsi, a la província de Txernivtsí, a la regió de Bucovina (sud-oest d'Ucraïna, que fa frontera amb Moldàvia i Romania) i, segons altres, a Luhansk. Durant la seva joventut visqué al poblat de Kelmentsi, on freqüentà l'escola secundària. El 1982 es traslladà a viure a Luhansk, on s'allistà a l'Exèrcit Roig de l'URSS. Serví a les Forces Armades de la Unió Soviètica, on aconseguí el rang de major, fins a la dissolució d'aquesta el 1991. El 1987 es graduà a l'Institut d'Enginyeria d'Artilleria de Penza. Després d'abandonar l'Exèrcit, entre 1992 i 1996 treballà en diverses empreses com a gerent i director adjunt d'assumptes comercials. Entre el 1996 i el 2002 organitzà i dirigí una empresa privada dedicada al comerç de combustibles i lubricants. Entre el 2004 i rl 2012 treballà en la Inspecció Regional per a la Protecció dels Drets del Consumidor, on ocupà diversos càrrecs directius.

## República Popular de Luhansk
Durant la Guerra al Donbàs, esdevingué el primer Ministre de Defensa de la República Popular de Luhansk, càrrec que exercí entre el 21 de maig i el 14 d'agost del 2014 i fou reemplaçat per Aleksandr Bednov. El canvi vingué determinat perquè a partir d'aleshores es convertí en el segon president de la República després de la renúncia de Valeri Bólotov. Paral·lelament al càrrec, també realitzà les funcions de Primer ministre de la República Popular de Luhansk entre el 20 i el 26 d'agost de 2014, en substitució de Marat Baixírov i substituït per Guennadi Tsipkàlov. El setembre d'aquell any, negocià i signà el Protocol de Minsk en qualitat de representant de la República Popular de Luhansk, en el qual fou acordat un memoràndum sobre un pla de pau per a resoldre el conflicte polític-militar que viu l'est d'Ucraïna. El 2 de novembre del 2014 guanyà les Eleccions generals de la República Popular de Luhansk mitjançant el partit Pau per Luhansk amb el 63,08% dels vots, revalidant així el seu mandat.
Al novembre del 2014, desafià a Petrò Poroixenko, el president d'Ucraïna, a un duel d'acord amb antigues tradicions eslaves i cosaques, en una carta oberta que suggeria diversos mitjans de resolució de la crisi en curs al país. En aquesta carta, digué que qui guanyés aquest duel dictaria els seus termes a l'adversari i que Poroixenko podria triar la ubicació per al duel, així com l'arma per ser utilitzada i va suggerir que el duel podria ser transmès en viu per televisió. Plotnitski digué que si guanyés el duel començaria a posar fi a totes les accions militars de l'Exèrcit ucraïnès a l'est del país, forçant així a la retirada de tots els grups armats. Poroixenko no es pronuncià respecte a la proposta del líder independentista.
En el seu primer decret després de les eleccions a Luhansk, ordenà que es proporcionés assistència econòmica als orfes dels pares que moriren a conseqüència de les operacions conduïdes per les Forces Armades d'Ucraïna i per la Guàrdia Nacional.
El 30 d'octubre del 2014, fou acusat per l'advocat general d'Ucraïna de segrestar Nadia Sàvtxenko, un aviadora ucraïnesa, sotmetent-la a interrogatoris que es van prolongar durant diversos dies. Aquest segrest s'hauria produït en un xoc armat entre les milícies de Luhansk i el Batalló Aidar, fidel al govern de Kíiv. Segons el Comitè d'Investigació de Rússia, l'aviadora creuà la frontera entre Rússia i Ucraïna com una refugiada sense documents i va ser detinguda en territori rus, de conformitat amb la legislació d'aquest país, per sospites de complicitat en l'assassinat dels periodistes russos Ígor Kornelyuk i Anton Voloxin.

## Vida privada
Està casat i té una filla i residí amb la seva família a Luhansk.